# Macropinosoma
Els macropinosomes són vesícules endocítiques grans que tenen forma i mida variable; es generen per invaginacions d'actina de la membrana plasmàtica, i mitjançant els quals les cèl·lules poden incorporar líquids extracel·lulars. Els macropinosomes s'assemblen als fagosomes buits i poden fusionar-se amb els lisosomes o retornar part del seu contingut a l'espai extracel·lular.
Els macropinosomes acostumen a tenir forma de copa i són estructures autoorganitzades que poden tenir un diàmetre des de 0,2 fins a 10 micròmetres i són més grans que altres vesícules pinocítiques.
Els macropinosomes també es poden formar a la davantera dels leucòcits o les neurones. La seva morfogènesis no està directament guiada per la distribució del lligand sinó que diferents mecanismes de senyal regulen la seva formació. Els estímuls són, habitualment, en forma de factors de creixement que desencadenen l'activació del receptor de quinases de tirosina. Aquestes, al seu torn, activen una cascada de senyalització que indueix canvis en la dinàmica dels filaments d'actina i desencadenen una resposta a la membrana plasmàtica.
Una varietat de partícules, incloent bacteris, cossos apoptòtics, cèl·lules necròtiques i virus, poden induir el comportament de les extensions de la superfície de la cèl·lula independentment dels factors de creixement, i poden ser internalitzats junt amb el líquid sense que es formin macropinosomes.

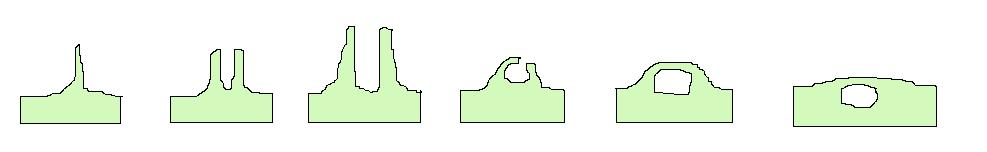
Formació dels macropinosomes a la superfície de la cèl·lula.

## Senyalització dels components de la ingestió
Tot i que la morfologia dels fagosomes i els macropinosomes varien, les molècules que regulen els moviments de la membrana i el citoesquelet d'actina tenen característiques comunes:
- Receptors: els Receptors Fixadors del Complement (FcRs) són proteïnes transmembrana i proteïnes citoplasmàtiques associades que poden organitzar la resposta fagocítica completa. No sempre cal la lligadura del receptor per iniciar la macropinocitosis. Els Receptors EGF (Factor de Creixement Epidèrmic) o EGFRs fosforilats recluten quinases i proteïnes adaptadores que formen un complex proteic a prop de la membrana plasmàtica i simulen tant la ubiquitinació que condueix a l'endocitosi del receptor a través de vesícules recobertes de clatrina com la fosforilació dels lípids de membrana i les proteïnes que activen els moviments del citoesquelet. La fosforilació dels EGFRs també es pot estimular en absència d'EGF; cosa que indica que els receptors es poden activar mitjançant lligands extracel·lulars i senyals que es generen a dins de la cèl·lula.
- Fosfolípids de membrana: la modificació dels lípids mitjançant els receptors de senyalització crea el potencial necessari per irradiar els senyals que poden afectar la membrana plasmàtica. Les quinases de fosfolípids, les fosfatases i les hidrolases s'activen durant la macropinocitosi, ja sigui pel reclutament directe mitjançant els complexos dels receptors o com a conseqüències de la senyalització cel·lular. Els fosfolípids predominants de la paret interna de la membrana són la fosfatidilcolina i la fosfatidilserina; i en menor mesura tenim la fosfatidiletanolamina i el fosfatifilinositol.
- GTPases petites: les GTPases petites de la superfamília Ras coordinen els moviments organitzats de les membranes i del citoesquelet d'actina durant la macropinocitosi. Les formes GTP lligades de les proteïnes s'uneixen i activen efectors diferents que modifiquen els lípids o les proteïnes que regulen el tràfic de membrana, que polimeritzen l'actina, miosina i la contractilitat d'altres activitats.
- Altres factors: els intercanviadors de Na+/H+ també són importants; de fet, són tan importants que l'efecte dels inhibidors com l'amilorida i l'EIPA (5-etilisopropil-amilorida) a vegades s'utilitzen en proves de diagnòstic principal per identificar macropinocitosis. Els inhibidors eviten l'extensió (per ensamblatge dels filaments d'actina) de la membrana plasmàtica però no se sap segur si ho fan per interferència directa en la modulació de l'actina o mitjançant la prevenció de l'alcalinització del citosol.

## Regulació de la resposta a diferents nivells
L'activitat de les proteïnes i els lípids que organitzen la formació dels macropinosomes estan regulats per mecanismes de respostes positives i negatives. Les respostes positives amplifiquen la senyalització dels receptors i les respostes negatives estan associades amb la inhibició d'aquests.
- Organització de curt abast (receptors i microdominis): els complexos de proteïnes i lípids que es formen al voltant dels receptors no són estructures estàtiques. Les quinases reclutades, les fosfatases i les ligases d'ubiquitina modifiquen la composició i el destí dels complexos, i la naturalesa dels senyals que generen.
- Organització de mitjà abast: consisteix en les proteïnes i els lípids que s'activen a una certa distància del receptor mitjançant molècules que difonen des del complex.

## Organització espaciotemporal dels senyals
Tot i que moltes de les molècules essencials s'han identificat, encara no és clar com estan organitzats els complexos receptors, GTPasa i la química dels fosfolípids en les diverses activitats d'extensió, contracció i fusió de la membrana.
Els compartiments macropinocítics mostren patrons de senyalització diferents en les diverses etapes de la seva formació.
- Característiques de la membrana: les zones obertes dels macropinosomes ens permeten veure-hi fosfolípids, GTPases i activitats enzimàtiques que difereixen de la membrana plasmàtica contigua que no forma part del macropinosoma. Això en redueix la mobilitat, que és independent del colesterol de la membrana i del citoesquelet d'actina però dependent de la senyalització per SFKs (Quinases de la Família Src). Els patrons de senyalització durant la macropinocitosi indiquen que existeix una barrera de difusió que restringeix l'abast de la senyalització en una zona específica de la membrana.
- Etapes de la construcció del macropinosoma: les imatges de moviment de les cèl·lules durant la formació de macropinosomes indica que la cèl·lula refereix dos tipus de comportaments; un relacionat amb l'ampliació de les membranes degut als filaments d'actina i un altre relacionat amb l'execució de la formació del macropinosoma i el posterior tancament en orgànuls intracel·lulars. La fosforilació i desfosforilació dels fosfoinosítids són reaccions reversibles que permeten una bona regulació de l'extensió i contracció de la membrana.
- Transicions del senyal i llindars per la senyalització: la independència de la química dels lípids de membrana i les activitats de les GTPases petites proporcionen una base per l'organització dels senyals. Els canvis en els fosfolípids de membrana en l'extensió d'aquesta i la copa provoquen canvis coordinats en l'activitat de les GTPases. Això indica que la senyalització està determinada pels fosfolípids predominants a la membrana. En la macropinocitosi, els receptors desencadenen l'extensió de la membrana, però els senyals necessaris per a la formació dels macropinosomes s'organitzen independentment.

## Mecanismes d'entrada a la cèl·lula
Els mecanismes endocítics que utilitzen les cèl·lules eucariotes es divideixen en dues classes segons si capten principalment líquids (pinocitosi) o soluts i partícules grans (fagocitosi). La fagocitosi només es duu a terme en cèl·lules fagocítiques especialitzades i és el responsable de la captació del receptor de les partícules grans com els bacteris. La pinocitosi comprèn diversos mecanismes que es poden classificar segons si requereixen la dinamina o no.

## Macropinocitosi i fagocitosi
La marcopinocitosi i la fagocitosi comparteixen moltes característiques comunes, entre elles la formació d'un vacuol gran, l'activació transitòria, la dependència d'actina, així com altres factors cel·lulars i els components de reglamentació.
Tot i això, aquests dos processos són molt diferents:
- Paper que juga la partícula: a la macropinocitosi, l'existència de la partícula no és necessària; en canvi, en la fagocitosi és essencial que hi hagi la partícula que s'ingereix i que aquesta interaccioni amb els receptors de la membrana.
- Absorció dels fluids: la macropinocitosi implica la captació de grans quantitats de líquid i solut; la fagocitosi, en canvi, no ho implica perquè l'espai entre la membrana fagosomal i la superfície de la partícula és molt estreta i limita el volum d'espai buit.
- Especificitat de la càrrega: l'absorció de fluids a través de la macropinocitosi és inespecífica, mentre que la captació de partícules mitjançant la fagocitosi és específica.
- Tipus de cèl·lules específiques: si el procés s'activa correctament, gairebé totes les cèl·lules poden dur a terme la macropinocitosi; mentre que la fagocitosi és característica d'un tipus de cèl·lules especialitzades.
- Maquinària cel·lular: els receptors que desencadenen la fagocitosi estan especialitzats perquè han d'interaccionar amb components específics de la superfície de la partícula. Els receptors que desencadenen la macropinocitosi, en canvi, poden desencadenar altres funcions fisiològiques i estan presents en molts tipus de cèl·lules.
- Activació global i local de la membrana: durant la fagocitosi les modificacions d'actina es localitzen en l'extensió de membrana que es forma al voltant de la partícula. La macropinocitosi, en canvi, implica l'activació total del citoesquelet d'actina.

## Macropinocitosi
Procés transitori dependent d'actina, induït per un factor de creixement, que internalitza el líquid i la membrana mitjançant vacuoles endocítiques grans anomenades macropinosomes.
A més a més de la seva participació en la infecció (els virus entren a la cèl·lula mitjançant aquest mecanisme), la macropinocitosi està essent estudiada pel seu paper en la defensa immunològica.
Per a partícules de virus grans, la macropinocitosi és millor que la fagocitosi perquè d'aquesta manera la infecció no es limita a només uns tipus de cèl·lules especialitzades.
La macropinocitosi s'inicia per la simulació d'un estímul extern. Aquest estímul es troba en forma de factor de creixement, que desencadena l'activació dels receptors de les quinases de tirosina (RTKs). Aquests, activen una cascada de senyalització que indueix canvis en la dinàmica dels filaments d'actina.

### Tancament dels macropinosomes
En la situació més simple, un sol cas de bipartició de la membrana és suficient per tancar el macropinosoma. El tancament es regeix per un conjunt de factors diferents dels que són necessaris per a la inducció, com les quinases, les miosines, factors de fusió i fissió, i GTPases.
Les miosines estan presents a la membrana que s'estén per formar el macropinosoma. Estan regulades per l'enzim Pak1, que proporciona la mobilitat contràctil necessària perquè els macropinosomes es tanquin. Els inhibidors de la miosina II i de les quinases de miosina de cadena lleugera afecten a la curvatura de la membrana i n'eviten el tancament.
La formació d'extensions circulars (moltes miosines hi són presents) estimulades pel PDGF és parcialment dependent de la dinamina. És possible que la dinamina, que es troba a la vora de l'extensió circular, té un paper en el tancament dels macropinosomes que és semblant al del tancament dels fagosomes.
Tot i que se sap que el mecanisme de tancament del macropinosoma associat a una protuberància irregular a la membrana plasmàtica de la cèl·lula causada per la dissociació localitzada del citoesquelet és independent de la dinamina, aquest encara està per determinar.

### Transport dels macropinosomes i maduració
Els macropinosomes adquireixen algunes proteïnes pròpies dels endosomes primerencs necessàries per a la fusió homotípica. S'ha suggerit una classificació de les nexines, SNX1 i SNX5, que actuen en la macropinocitosi. Es localitzen en microdominis del macropinosoma i l'esgotament de SNX1 impedeix el reciclatge i la maduració dels macropinosomes. No hi ha consens sobre el destí final dels macropinosomes. Sembla que el seu transport depèn del tipus de cèl·lula on es trobi.
Hi ha diversos virus que entren a la cèl·lula a través dels macropinosomes:
- Virus vacuna: és un virus que té una doble hèlix d'ADN que es replica al citoplasma. Estudis recents demostren que els virions madurs entren a la cèl·lula mitjançant el mecanisme macropinocític. Al fer-ho, els virions imiten la captació de cossos apoptòtics, que també poden entrar a les cèl·lules a través de la macropinocitosi.
- Adenovirus 3: són ADN de doble cadena que formen part d'una família de diversos virus. Els adenovirus infecten les vies respiratòries superiors i inferiors, les vies urinàries i les digestives. L'adenovirus 3 de l'espècia humana B (Ad3) està associat amb conjuntivitis epidèrmiques i malalties fatals respiratòries i sistemàtiques. La seva entrada en cèl·lules epitelials i hematopoètiques mitjançant la macropinocitosi directa ha estat demostrada utilitzant una col·lecció d'inhibidors, siRNAs i proteïnes mutants.
- Echovirus 1: és un RNA petit que pertany a la família de Picornaviridae. Aquest virus pot causar la meningoencefalitis, la carditis i les malalties respiratòries lleus o entèriques. L'evidència que aquest virus utilitza la macropinocitosi per entrar a la cèl·lula s'ha fet evident en diversos experiments.
- Virus Coxsackie B: és un picornavirus que pot infectar a diversos òrgans causant-ne complicacions com la miocarditis i l'hepatitis.
- Virus de l'herpes simple 1: és una doble cadena de DNA recoberta que pot causar complicacions que van des de les butllofes mucoses fins a infeccions cerebrals mortals.
- Virus d'immunodeficiència humana: és una cadena simple d'ARN recoberta. Aquest virus és el causant del Síndrome d'Immunodeficiència Adquirida (SIDA). La macropinocitosi directa ha estat suggerida com a mecanisme d'entrada en macrofàgs i en cèl·lules endotelials microvasculars del cervell.

## Internalització de virus mitjançant la macropinocitosi assistida
A més a més dels virus que entren a les cèl·lules dins dels macropinosomes, alguns d'aquests virus utilitzen altres mecanismes d'endocitosi per entrar a la cèl·lula però requereixen la macropinocitosi per promoure la penetració.
- Adenovirus 2/5: els adenovirus humans C 2 i 5 (Ad2 i Ad5) estan associats a infeccions respiratòries. Com l'Ad3, la unió d'Ad2/5 al seu receptor indueix l'agrupació de la integrina per internalitzar el virus. Les partícules d'aquest virus s'internalitzen mitjançant l'endocitosi dependent de clatrina, requereixen la dinamina i altres adaptadors de clatrina. Aquest virus també està vinculat a la macropinocitosi.
- Virus de la Rubèola: és una cadena de RNA simple petita que es limita als éssers humans. Les infeccions acostumen a ser lleus. Les tècniques de microscopia electrònica han mostrat que en aquest virus, les vesícules estan recobertes de clatrina, cosa que ha fet pensar en la implicació de la macropinocitosi durant la internalització dels virus.

## Perspectives
Tot i els recents descobriments, encara hi ha moltes preguntes sense resposta sobre la macropinocitosi i la seva participació en l'entrada dels virus a dins de les cèl·lules. Com que el procés de macropinocitosi encara no està completament caracteritzat, no és clar quant grans són les variacions del sistema.
No és clar quants virus utilitzen aquesta via ni com són capaços de desencadenar les respostes pertinents en els diferents tipus de cèl·lules que els acullen.
Se sospita, tot i que hi ha poques evidències, que una altra raó per la qual els virus utilitzen el procés de macropinocitosi per entrar a la cèl·lula és per l'evasió immune. Quan entren a través de macropinosomes, el virus no pot estar completament exposat a tots els receptors i altres factors que desencadenen les respostes immunitàries innates.